# Distretto di Lwengo
Il distretto di Lwengo è un distretto dell'Uganda, situato nella Regione centrale.